# (25930) Spielberg
(25930) Spielberg est un astéroïde de la ceinture principale.

## Description
(25930) Spielberg est un astéroïde de la ceinture principale. Il fut découvert par William Kwong Yu Yeung le 21 février 2001 à l'observatoire Desert Beaver. Il présente une orbite caractérisée par un demi-grand axe de 2,27 UA, une excentricité de 0,177 et une inclinaison de 3,97° par rapport à l'écliptique.
Il fut nommé en hommage au réalisateur et producteur de films américain Steven Spielberg.

## Compléments